# Fred Duprez
Fred Duprez född 6 september 1884 i Detroit, Michigan, USA död 27 oktober 1938 under en resa till Europa, var en amerikansk skådespelare, författare och dramatiker. Han var far till skådespelaren June Duprez.

## Filmografi
- 1937 – Head over Heels